# Napata

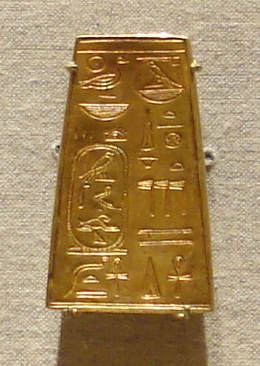
Distanțier al unui colier de aur din Napata, secolul al VI-lea î.Hr. Este inscripționat cu hieroglife egiptene.

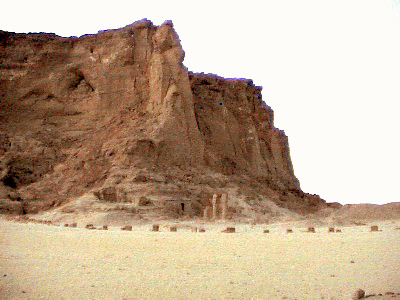
Ultimii stâlpi în picioare ai templului lui Amon la poalele Jebel Barkal

Napata (Veche egipteană Npt, NPY; Meroitic Napa, greacă veche Νάπατα și Ναπάται) a fost un oraș din vechiul Kuș la a patra cataractă a Nilului. Era situat la aproximativ 1,5 km de la malul drept al râului, pe locul Karimei din Sudanul de astăzi. A fost cea mai sudica așezare permanentă din Noul Regat al Egiptului (secolele XVI-XI î.Hr.) și adăpostea Jebel Barkal, principalul centru de cult kushit al lui Amon. A fost odată capitala dinastiei a douăzeci și cincea a Egiptului și, după căderea acesteia în 663 î.Hr., a Regatului Kuș. În 593 î.Hr., a fost jefuită de egipteni, iar capitala kușită a fost mutată la Meroë. Chiar și după această mutare, Napata a rămas principalul centru religios al regatului. Orașul a fost jefuit a doua oară de romani în anul 23 î.Hr., dar a fost reconstruit și a continuat să fie un centru important al cultului lui Amon.
Termenii „Napata” sau „Perioada Napata” se pot referi și la statul kușit de la apariția sa în jurul anului 750 î.Hr. până în 270 î.Hr., când Napata și-a pierdut în cele din urmă semnificația simbolică ca loc al înmormântărilor regale în favoarea Meroë. Perioada ulterioară a istoriei kușite, până la prăbușirea regatului, este numită meroitică.